# Evangelische Kirche Rambach (Weißenborn)

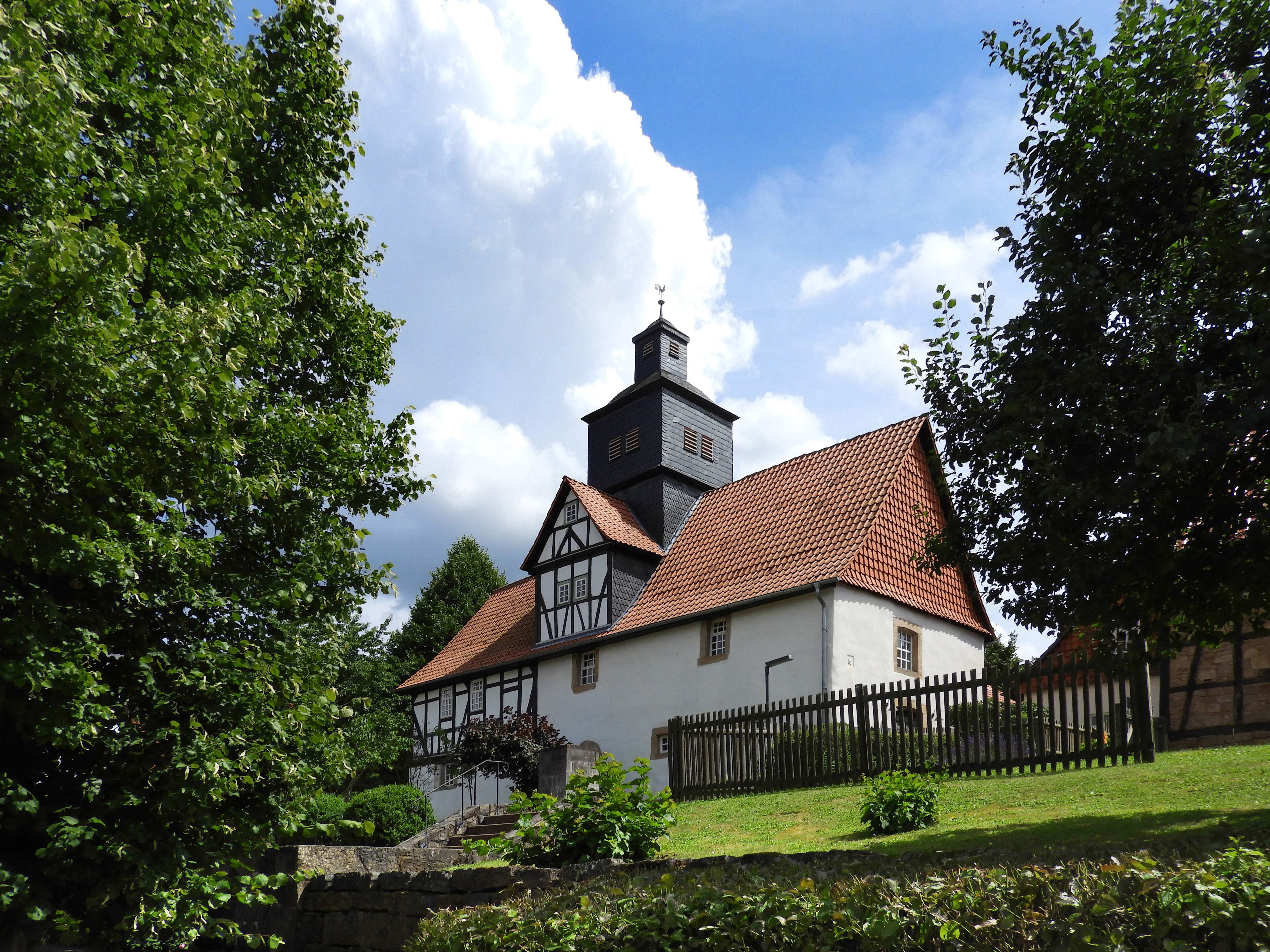
Evangelische Kirche in Rambach

Die evangelische Kirche Rambach ist ein denkmalgeschütztes Kirchengebäude in Rambach, einem Ortsteil Gemeinde Weißenborn im nordhessischen Werra-Meißner-Kreis. Die Kirchengemeinde Rambachs bildet mit der Gemeinde Weißenborn und seit dem Sommer 2013 auch mit den Ringgau-Dörfern Rittmannshausen und Lüderbach das Kirchspiel Weißenborn-Rambach. Sitz des Pfarramts für die Kirchengemeinden der Orte, deren Gemarkungen alle an den thüringischen Wartburgkreis angrenzen, ist Rambach. Das Kirchspiel gehört zum Kooperationsraum Herleshausen-Ringgau-Weißenborn im Kirchenkreis Werra-Meißner, innerhalb der Evangelischen Kirche von Kurhessen-Waldeck im Sprengel Kassel.

## Geschichte
Die gemeinsame Geschichte der im Rahmen der hessischen Gebietsreform im Oktober 1971 zu einer Gemeinde zusammengeschlossenen Orte Rambach und Weißenborn verlief über Jahrhunderte hinweg nahezu identisch. Rambach wurde als „Rampeche“ im Jahr 1290 erstmals urkundlich erwähnt und Weißenborn als „Wissenborn“ zusammen mit Rambach im Jahr 1365, als die Brüder Conrad und Otto von Völkershausen ihre von ihren Eltern ererbten Rechte auf Rambach, Weißenborn und drei weiteren Dörfern an Landgraf Otto von Hessen verkauften.
Beide Orte besitzen eine Dorfkirche mit gotischem Kern. Während dem Turm der Kirche in Weißenborn im Jahr 1913 das Obergeschoss mit einer abschließenden Haube aufgesetzt und das Schiff mit einem Fachwerkobergeschoss versehen wurde, hat die vor 1614 errichtete Kirche in Rambach noch heute das Aussehen von 1799, nachdem sie grundlegend umgebaut wurde. Obwohl Weißenborn schon seit früherer Zeit mehr Einwohner als Rambach besaß, gehört der Ort zur Pfarrei Rambach. Diese pfarramtliche Zugehörigkeit hat sich bis heute erhalten.

## Kirchengebäude

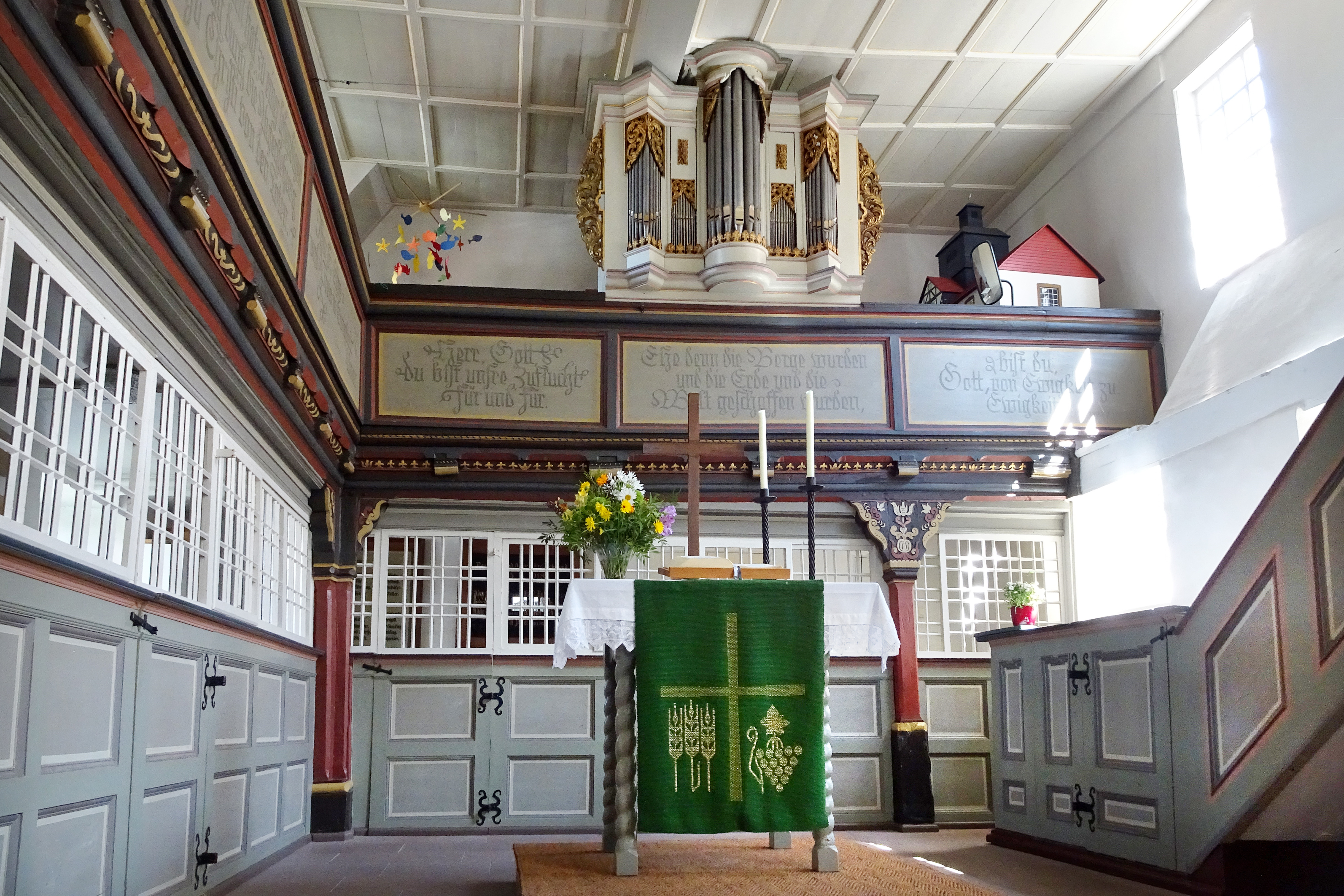
Orgel und Altar an der Ostseite

Die Rambacher Kirche vereint verschiedene Bauphasen: Der steinerne Unterbau im Osten und die gesamte Nordwand wurden im Spätmittelalter errichtet. Die Aufstockung durch ein Fachwerkgeschoss an der Ostseite entstand 1711. Im Jahr 1799 änderte sich erneut die Baugestalt: In das Langhaus wurden hohe Rechteckfenster eingebrochen, dem Satteldach wurde ein schiefergedeckter quadratischer Dachreiter, auf dem eine Laterne sitzt und nach Norden ein Zwerchhaus aufgesetzt.
Der mit einer Kassettendecke überspannte Innenraum hat Emporen an drei Seiten, deren Brüstungen verziert sind. Die Orgel mit acht Registern, einem Manual und einem Pedal wurde um das Jahr 1720 von Johannes und Daniel Creutzburg gebaut. Von ihr ist nur noch der Prospekt erhalten, die Orgel wurde ersetzt. Die barocke Kanzel ist um 1700 entstanden, ihr Schalldeckel hängt an der Decke.

## Glocken
In dem Turm der Kirche hängen drei Glocken. Die größte von ihnen, mit einem Durchmesser von 80 Zentimetern und 276 Kilogramm schwer, ist die Marienglocke. Fünf Reliefs befinden sich auf ihr: Maria mit dem Kind, eine Frauenfigur in gotischer Umrahmung, ein Bischof mit Mitra, Pallium und Krummstab sowie zwei Kruzifixe. Sie trägt die Inschrift „Maria heis ich Franciscus Kersten gos mich“. Franziskus Kersten goss im gleichen Jahr und ebenfalls direkt vor Ort auch die zweite Glocke, die ein Gewicht von 50 Kilogramm und einen Durchmesser von 46 Zentimetern besitzt. Die damals dritte Glocke mit der Inschrift: „Soli deo gloria. Gemeinde Rambach. Gegossen von Christian See aus Creuzburg im Jahr 1863“, musste im Ersten Weltkrieg abgegeben werden. Erst im Jahr 1955 ertönte wieder ein Dreiergeläut. Die Anschaffung der 163 Kilogramm schweren Glocke mit einem Durchmesser von 65 Zentimetern ermöglichte eine Spendensammlung. Gegossen von der Glockengießerei Rincker im mittelhessischen Sinn trägt sie die Inschrift: „Psalm 100,2 + Dienet dem Herrn mit Freuden“. Im Jahr 1973 wurden drei elektrische Läutemaschinen sowie eine elektrische Schaltuhr installiert, die die Glocken seitdem zum Schwingen bringen.

## Denkmalschutz

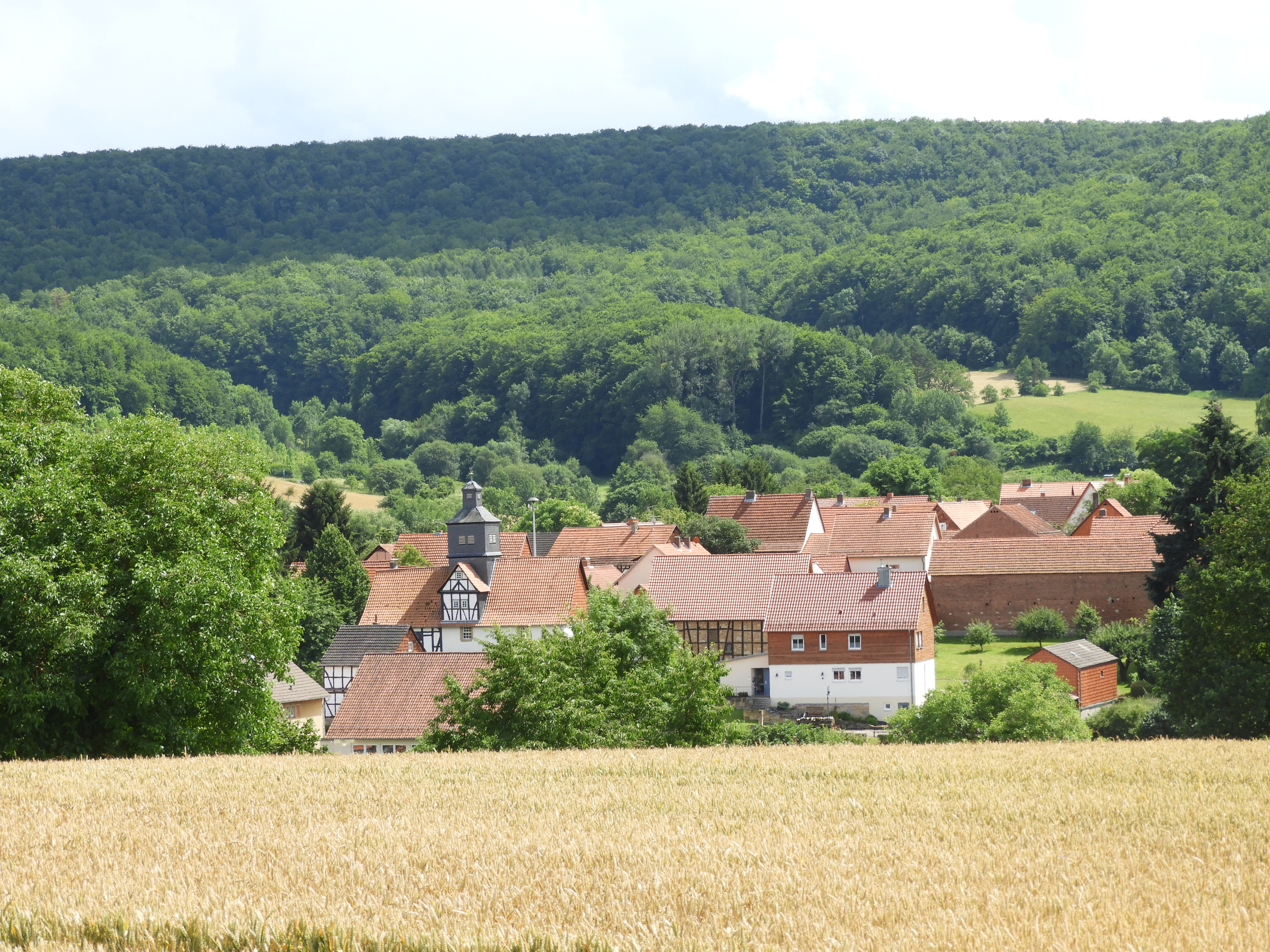
Blick aus nördlicher Richtung auf Rambach

Wegen ihrer geschichtlichen, künstlerischen und städtebaulichen Bedeutung wird die Kirche als ein Kulturdenkmal geschützt. Sie befindet sich innerhalb der Gesamtanlage Rambachs, die den historischen Ortskern umfasst und zu der Gebäude gehören die teilweise in der Zeit vor dem Dreißigjährigen Krieg entstanden. Als besonders markant wird der Einfluss thüringischer Fachwerkarchitektur gewertet, der sich an zahlreichen Häusern findet. Im Denkmalverzeichnis des Landes Hessen hat die Kirche die Nummer 39245 und die Gesamtanlage Rambach die Nummer 39221.